# البوکاسر
البوکاسر (به اسپانیایی: Albocàsser) یک پایتخت در اسپانیا است که در آلت مایسترات واقع شده‌است.

## خصوصیات
البوکاسر ۸۲٫۳ کیلومترمربع مساحت و ۱٬۴۳۹ نفر جمعیت دارد و ۵۳۸ متر بالاتر از سطح دریا واقع شده‌است.